# Adam Thylstrup
Adam Thylstrup, född 14 september 1914, död 6 juni 1989, var en dansk formgivare som bland annat designade ishinken Is-Sissi från Nilsjohan på 1950-talet. I annonsen kallades ishinken den perfekta herrpresenten.